# 格致出版社
格致出版社，是中华人民共和国上海的一家出版社，隶属于上海世纪出版集团。

## 沿革

### 汉语大词典出版社

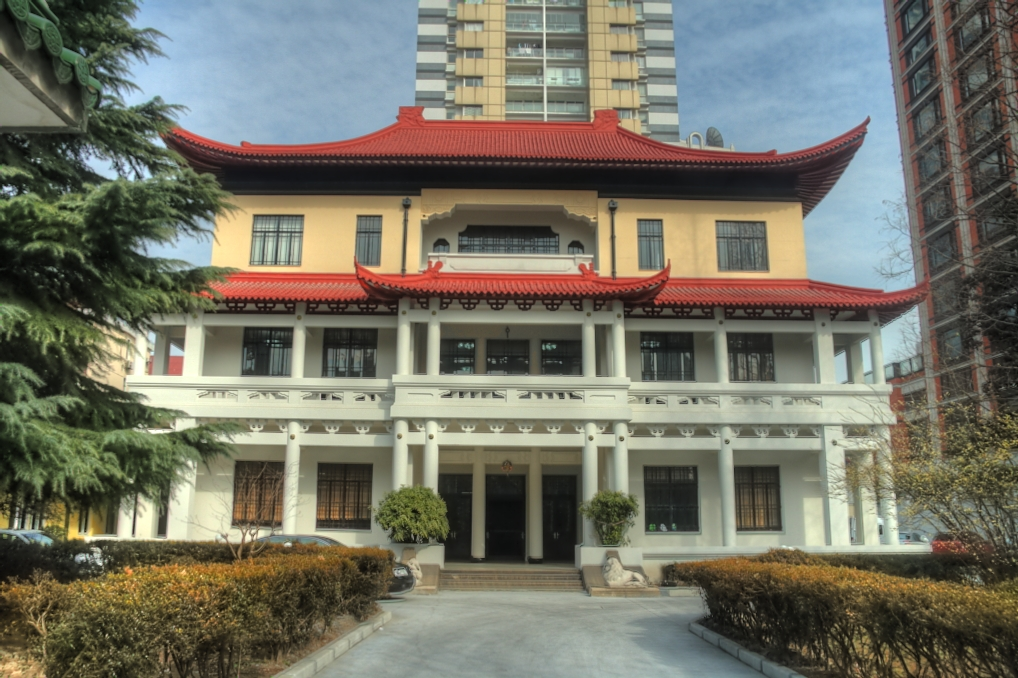
汉语大词典出版社曾位于新华路200号，原为陈果夫在上海的旧宅；之后隶属于上海世纪出版集团，办公地点改为上海书城

1975年，开始主持中央工作的邓小平，派国家出版局和教育部于同年6月在广州联合召开了全国词典工作规划座谈会，会上确定编纂出版100余种中外语文词典，其中规模最大的一部是《汉语大词典》。广州会议文件之后由邓小平和病重住院的周恩来亲自批示同意（国务院(1975)137号文件）执行。9月，国家出版局在上海华东地区召开五省一市有关方面负责人会议，商定《汉语大词典》由五省一市协作编写，上海负责出版。
1978年2月，国务院22号文件把《汉语大词典》列入国家重点科研项目。1979年5月15日，国家出版局就加强这一工作和在上海成立办事机构和编辑部门，即成立汉语大词典编纂处，向中共中央宣传部报告，并获得胡耀邦的批准。年底，经中共上海市委批准，编纂处于1980年1月1日正式成立。为保证《汉语大词典》出版的质量，在罗竹风的多方奔走下，1986年12月，成立汉语大词典出版社，主要承担《汉语大词典》的出版任务。此外还负责出版其他汉语语文性工具书。

### 格致出版社
原格致出版社成立于2007年6月，由上海世纪出版股份有限公司高等教育图书分公司重新组建而成，主要出版高校教育类的书籍。
根据企业注册登记信息显示，2011年，原格致出版社主体撤销，而汉语大词典出版社更名格致出版社。